# Tärendö sameby
Tärendö sameby är en koncessionssameby, belägen i den sydvästra delen av Pajala kommun i Norrbottens län. Byområdet är omkring 2 000 km2.
Liksom i andra svenska samebyar utövas renskötseln av samer, men speciellt för koncessionssamebyar är att icke-samer kan vara ägare till en del av renarna, s.k. skötesrenar. Den renskötsel som bedrivs i koncessionssamebyarna är skogsrenskötsel, vilket innebär att renarna hålls i skogslandet året om.

## Kärnområden
Kärnområden för renskötseln inom Tärendö sameby är under vinterhalvåret Tuorevaara, Saarikoski, Kursuvaara, Männikkö, Hirvirova, Kainulasjärvi och Puolamajärvi. Kalvningsområden och sommarbetesmarker finns framför allt i Lempiörova, Narkausrova och Äihämäjärvi. Samebyn har fasta renskötselanläggningar i Lempiö (kalvmärkningsplats), Merimännikkö (slakt och bete) och Keinokangas (arbets- och beteshage samt renvaktarstuga).

## Historia
Liksom andra koncessionssamebyar inrättades Tärendö sameby, då med namnet Tärendö lappby, genom ett beslut 1933. Den bestod då av två koncessionsområden, Tärendö (Elimä) i väster och Mestos i öster. I slutet av 1940-talet fanns inom Tärendöområdet 1 192 renar, varav 26 ägdes av den ende renskötaren och 1 166 skötesrenar hade 93 ägare. Renskötarfamiljen var bosatt på en gård i Narkens kolonat. Inom Mestosområdet fanns 325 renar, varav 203 egna fördelade på fyra ägare och 122 skötesrenar fördelade på 25 ägare. Renskötarna var bosatta på en gård i Södra Tärendö. Inom båda koncessionsområdena kombinerades renskötseln med gårdsbruk.